# Округ Крокет (Тенеси)
Округ Крокет (енгл. Crockett County) је округ у америчкој савезној држави Тенеси.

## Демографија
По попису из 2010. године број становника је 14.586, што је 54 (0,4%) становника више него 2000. године.
| Група             | 2000.          | 2010.          |
| Белци             | 11.549 (79,5%) | 11.253 (77,1%) |
| Афроамериканци    | 2.088 (14,4%)  | 1.843 (12,6%)  |
| Азијати           | 8 (0,1%)       | 25 (0,2%)      |
| Хиспаноамериканци | 793 (5,5%)     | 1.274 (8,7%)   |
| Укупно            | 14.532         | 14.586         |